# Laffenau
Laffenau ist ein Gemeindeteil der Stadt Heideck im Landkreis Roth (Mittelfranken, Bayern). Die Gemarkung Laffenau hat eine Fläche von 17,886 km² und ist in 989 Flurstücke aufgeteilt, die eine durchschnittliche Flurstücksfläche von 18084,45 m² haben. In ihr liegen neben dem namensgebenden Ort die Gemeindeteile Fichtenmühle, Höfen und Seiboldsmühle.

## Lage
Das Dorf liegt nördlich von Heideck an der Kreisstraße RH 34 in einer unbewaldeten Senke im ausgedehnten Laffenauer Wald. Südlich fließt in West-Ost-Richtung der Schweinszuchtbach. Circa 800 Meter nördlich von Laffenau liegt an der RH 34 der Laffenauer Weiher, an dem südlich in West-Ost-Richtung der Hardgraben vorbeiführt. Die Flurgröße beträgt 125 Hektar.

## Ortsnamendeutung
Laffenau ist ein Waldlichtungsname. Nach Kugler bedeutet der Ortsname „Wiesenland auf dem /am Hügel“. Eine andere Deutung lautet auf „an einem Bach im Walde“.

## Geschichte
Eine Ersterwähnung aus dem 13. Jahrhundert ist unsicher. 1489 ist der Ort in einem Eichstätter Verzeichnis als „Loffenaw“ aufgeführt.
1472 kam das Amt Heideck und damit Laffenau an Bayern und nach dem Landshuter Erbfolgekrieg 1505 zum neu errichteten Fürstentum Pfalz-Neuburg. Als das pfalz-neuburgische Pflegamt Heideck und damit auch Laffenau mit seinen zehn Untertanen-Anwesen 1542 zusammen mit den Ämtern Allersberg und Hilpoltstein auf 36 Jahre an die Reichsstadt Nürnberg verpfändet wurde, führte Nürnberg noch im gleichen Jahr die Reformation ein. 1585 wurden das Amt Heideck und damit auch die zehn Untertanen in Laffenau von Pfalz-Neuburg wieder eingelöst. Die Wiedereinführung der katholischen Religionsausübung im Amt Heideck und damit auch in Laffenau erfolgte allerdings erst mit der Rekatholisierung von Neuburg-Pfalz unter dem zur alten Kirche zurückgekehrten Pfalzgrafen Wolfgang Wilhelm ab dem Jahr 1627 durch eine Jesuitenstation in Heideck.
Am Ende des Alten Reiches, um 1800, gab es in Laffenau 14 Untertanen-Anwesen des pfalz-neuburgischen Landrichteramtes Heideck als Grundherrschaft. Hoch- und niedergerichtlich unterstand das Dorf dem pfalz-neuburgischen Pflegamt Heideck. Kirchlich gehörte der Ort zur Filialkirche St. Georg in Selingstadt der katholischen Pfarrei Heideck.
Im Königreich Bayern (1806) kam Laffenau zum Steuerdistrikt Heideck und bildete mit der Fichtenmühle, dem Weiler Höfen, der Seiboldsmühle und der Einöde Waldhaus eine Ruralgemeinde im Gerichtsbezirk und Rentamt (später Bezirksamt und Amtsgericht) Hilpoltstein.
1818 und 1829 gab es 17, 1903/04 und 1950/52 20 Anwesen im Dorf. 1875 standen dort zwei Pferde und 80 Stück Rindvieh. 1937 wohnten in Laffenau 51 Katholiken und 40 Protestanten; die Katholiken waren und sind in die Stadtpfarrei Heideck, die Protestanten nach Wallesau gepfarrt. 1961 hatte die Gemeinde Laffenau mit ihren fünf Orten insgesamt 377 Einwohner und war 414,78 Hektar groß.
Mit der Gebietsreform in Bayern wurde die Gemeinde Laffenau aufgelöst und die Gemeindeteile zum 1. April 1971 in die Stadt Heideck im Landkreis Roth eingemeindet; Waldhaus wurde in der Folgezeit nicht mehr als eigener Ort benannt. Letzter 1. Bürgermeister von Laffenau war Hans Bauernfeind.

### Einwohnerentwicklung
- 1818: 67 (17 „Feuerstellen“ = Haushalte, 17 Familien)[25]
- 1829: 70[26]
- 1871: 118 (38 Gebäude)[20]
- 1900: 95 (20 Wohngebäude)[27]
- 1937: 91[28]
- 1950: 150 (20 Anwesen)[19]
- 1961: 88 (19 Wohngebäude)[22]
- 1970: 92[29]
- 1987: 98 (23 Gebäude mit Wohnraum; 28 Wohnungen)[1]

## Katholische Maria Hilf-Kapelle
Die Kapelle mit Dachreiter, Sakristei und Vorhalle steht im Nordwesten des Dorfes. Sie wurde 1925/26 nach Entwürfen von Professor Otto Schulz aus Nürnberg erbaut und misst 8,20 × 4,60 Meter. Unter anderem ist sie mit einer Muttergottes-Statue und zwei Bischofsfiguren aus dem frühen 18. Jahrhundert ausgestattet. Im Dachreiter hängt eine Glocke des Glockengießers Hamm aus Regensburg aus dem Jahr 1926. Den Altar schuf ein gewisser Hench aus Roth. In der Kapelle wird viermal im Jahr (Stand 1937) die Messe gelesen. Die Kapelle gilt als Baudenkmal.

## Weitere Baudenkmäler
- Bildstock aus dem 19. Jahrhundert neben der Kapelle[31]
- Fachwerkscheune aus der ersten Hälfte des 19. Jahrhunderts, zu Haus Nr. 3 gehörend

## Sonstiges
- Im Dorfmuseum Laffenau befinden sich Ausstellungsstücke vom landwirtschaftlichen Anwesen der Gründerfamilie Betz sowie von aufgelassenen Bauernhöfen der Umgebung.[32]
- Etwa drei Kilometer westlich von Laffenau unterhielt die US-Armee bis 1997 eine Bunkeranlage (Korpsdepot 272), die „Laffenau Ammu Storage Area (ASA)“.[33]
- Der Radwanderweg „Fränkischer Seenlandweg“ von Ornbau nach Allersberg führt über Laffenau.[34]

## Vereine
- Freiwillige Feuerwehr Laffenau[35]
- Laffenauer Hulzfuchs’n e. V., gegründet 2005[36]